# Grammy Award for Best Country Duo/Group Performance
Der Grammy Award for Best Country Duo/Group Performance („Grammy-Award für die beste Countrydarbietung eines Duos oder einer Gruppe“) ist ein Musikpreis, der seit 2012 bei den jährlich stattfindenden Grammy Awards verliehen wird. Der Preis wird an Duos oder Gruppen für Gesangs- oder Instrumentaldarbietungen aus dem Bereich der Country-Musik vergeben. Dabei ist der Preis auf einzelne Tracks oder Singles begrenzt.
Zum Grammy Award for Best Pop Solo Performance wurden die bis 2011 verliehenen Grammys für Best Country Performance by a Duo or Group with Vocals, Best Country Collaboration with Vocals und Best Country Instrumental Performance (falls es sich um eine Darbietung eines Duos oder einer Gruppe handelt) zusammengelegt, da die National Academy of Recording Arts and Sciences die Anzahl der Kategorien deutlich reduzieren sowie teilweise die Trennung von Gesangs- und Instrumentaldarbietungen in den Kategorien abschaffen wollte.

## Gewinner und nominierte Künstler
| Jahr                  | Künstler / Band                      | Nationalität              | Werk                         | Weitere nominierte Künstler | Bilder der Künstler   |
| --------------------- | ------------------------------------ | ------------------------- | ---------------------------- | --- | --------------------- |
| 2012 12. Februar 2012 | The Civil Wars                       | Vereinigte Staaten        | Barton Hollow                | - Jason Aldean & Kelly Clarkson – Don’t You Wanna Stay - Kenny Chesney featuring Grace Potter – You and Tequila - Thompson Square – Are You Gonna Kiss Me Or Not | The Civil Wars, 2011  |
| 2013 10. Februar 2013 | Little Big Town                      | Vereinigte Staaten        | Pontoon                      | - Eli Young Band – Even If It Breaks Your Heart - Taylor Swift featuring The Civil Wars – Safe & Sound - The Time Jumpers – On the Outskirts of Town - Don Williams featuring Alison Krauss – I Just Come Here for the Music                                                 | Little Big Town, 2006 |
| 2014 26. Januar 2014  | The Civil Wars                       | Vereinigte Staaten        | From This Valley             | - Tim McGraw, Taylor Swift & Keith Urban – Highway Don’t Care - Kelly Clarkson featuring Vince Gill – Don’t Rush - Little Big Town – Your Side of the Bed - Kenny Rogers und Dolly Parton – You Can’t Make Old Friends                                                       | The Civil Wars, 2011  |
| 2015 8. Februar 2015  | Band Perry                           | Vereinigte Staaten        | Gentle on My Mind            | - Miranda Lambert und Carrie Underwood – Somethin’ Bad - Little Big Town – Day Drinking - Tim McGraw featuring Faith Hill – Meanwhile Back at Mama’s - Keith Urban featuring Eric Church – Raise ’Em Up                                                                      | The Band Perry, 2010  |
| 2016 15. Februar 2016 | Little Big Town                      | Vereinigte Staaten        | Girl Crush                   | - Brothers Osborne – Stay a Little Longer - Joey + Rory – If I Needed You - Charles Kelley mit Dierks Bentley und Eric Paslay – The Driver - Blake Shelton mit Ashley Monroe – Lonely Tonight                                                                                | Little Big Town, 2006 |
| 2017 12. Februar 2017 | Pentatonix mit Dolly Parton          | Vereinigte Staaten        | Jolene                       | - Dierks Bentley mit Elle King – Different for Girls - Brothers Osborne – 21 Summer - Kenny Chesney mit P!nk – Setting the World on Fire - Chris Young mit Cassadee Pope – Think of You                                                                                      |                       |
| 2018 28. Januar 2018  | Little Big Town                      | Vereinigte Staaten        | Better Man                   | - Brothers Osborne – It Ain’t My Fault - Zac Brown Band – My Old Man - Lady Antebellum – You Look Good - Midland – Drinkin’ Problem | Little Big Town, 2006 |
| 2019 10. Februar 2019 | Dan + Shay                           | Vereinigte Staaten        | Tequila                      | - Brothers Osborne – Shoot Me Straight - Little Big Town – When Someone Stops Loving You - Maren Morris mit Vince Gill – Dear Hate - Bebe Rexha mit Florida Georgia Line – Meant to Be                                                                                       | Dan + Shay (2017)     |
| 2020 26. Januar 2020  | Dan + Shay                           | Vereinigte Staaten        | Speechless                   | - Brooks & Dunn with Luke Combs – Brand New Man - Brothers Osborne – I Don’t Remember Me (Before You) - Little Big Town – The Daughters - Maren Morris featuring Brandi Carlile – Common                                                                                     | Dan + Shay (2017)     |
| 2021 14. März 2021    | Dan + Shay & Justin Bieber           | Vereinigte Staaten Kanada | 10,000 Hours                 | - Brothers Osborne – All Night - Lady A – Ocean - Little Big Town – Sugar Coat - Old Dominion – Some People Do | Dan Smyers (2017)     |
| 2022 3. April 2022    | Brothers Osborne                     | Vereinigte Staaten        | Younger Me                   | - Jason Aldean & Carrie Underwood – If I Didn’t Love You - Dan + Shay – Glad You Exist - Ryan Hurd & Maren Morris – Chasing After You - Elle King & Miranda Lambert – Drunk (And I Don’t Wanna Go Home)                                                                      |                       |
| 2023 5. Februar 2023  | Carly Pearce & Ashley McBryde        | Vereinigte Staaten        | Never Wanted to Be That Girl | - Ingrid Andress & Sam Hunt – Wishful Drinking - Brothers Osborne – Midnight Rider’s Prayer - Luke Combs & Miranda Lambert – Outrunnin’ Your Memory - Reba McEntire & Dolly Parton – Does He Love You – Revisited - Robert Plant & Alison Krauss – Going Where the Lonely Go |                       |
| 2024 4. Februar 2024  | Zach Bryan featuring Kacey Musgraves | Vereinigte Staaten        | I Remember Everything        | - Dierks Bentley featuring Billy Strings – High Note - Brothers Osborne – Nobody’s Nobody - Vince Gill & Paul Franklin – Kissing Your Picture (Is So Cold) - Jelly Roll mit Lainey Wilson – Save Me - Carly Pearce featuring Chris Stapleton – We Don’t Fight Anymore        | Zach Bryan 2023       |
| 2025 2. Februar 2025  | Beyoncé featuring Miley Cyrus        | Vereinigte Staaten        | II Most Wanted               | - Cowboys Cry Too von Kelsea Ballerini with Noah Kahan - Break Mine von den Brothers Osborne - Bigger Houses von Dan + Shay - I Had Some Help von Post Malone featuring Morgan Wallen                                                                                        |                       |

## Belege
1. ↑  Awards Category Comparison Chart. (PDF, 80 kB) The Recording Academy, archiviert vom Original am 16. Mai 2011; abgerufen am 6. Oktober 2023 (englisch).
2. ↑  Nomination & Winner List 57th Grammy Awards, abgerufen am 6. Oktober 2023.